# Самбар

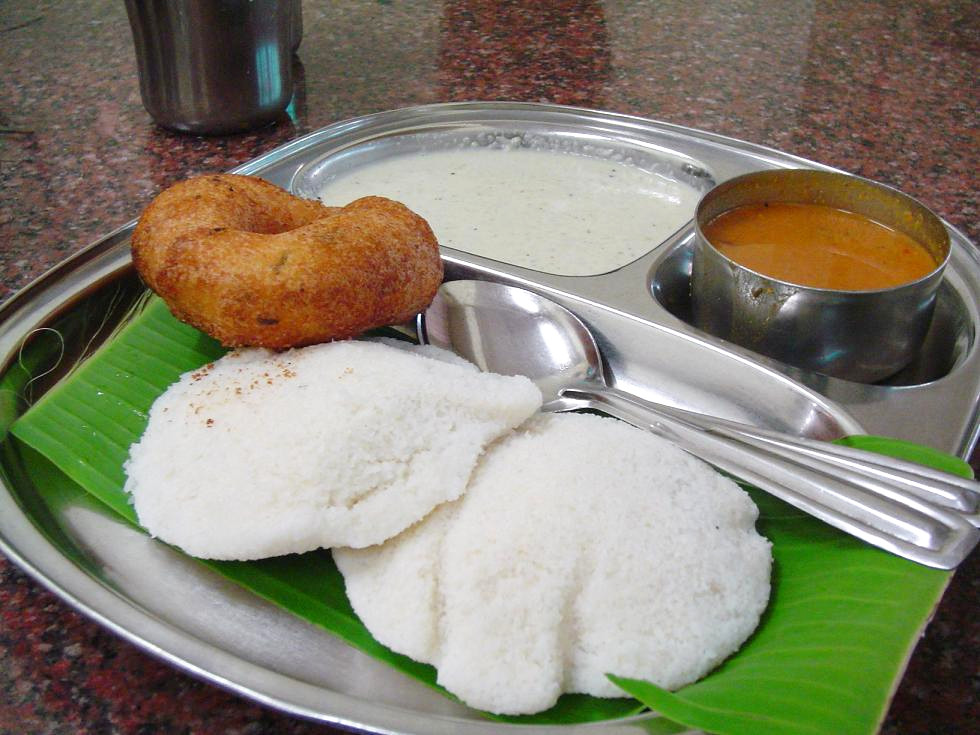
Южноиндийский завтрак, состоящий из идли, самбара и Вада (кулинария)

Самбар (малаялам സാംബാറ്, каннада ಹುಳಿ, тамильский சாம்பார, телугу సాంబారు), также самбхар или кузамбу — традиционное блюдо из чечевицы в Южной Индии.
Обычно самбар подаётся как гарнир или приправа к отварному рису или другим индийским блюдам. Он представляет собой жидкий соус с небольшим содержанием овощей. Готовят самбар в основном из помидоров, чечевицы, с добавлением пряностей (масала). Распространён также луковый самбар.
Существует большое количество вариантов приготовления этого блюда — в зависимости от региона, от выращиваемых местных овощей и пр. Как правило, соус в основе своей вегетарианский; для его приготовления используется кокосовое молоко. В тамильской кухне самбар готовится с овощами и рыбой (иногда с сушёной рыбой). Такой соус носит название кузхамбу и имеет также различные вариации (ватха кузхамбу, расаванги и др.).